# タイス・ファン・レール
タイス・ファン・レール（Thijs van Leer、1948年3月31日 - ）は、オランダのロック・ミュージシャンで作曲家。1970年に結成され、国際的に成功したオランダのロック・バンドの最古参の一つであるフォーカスの中心メンバー。

## 来歴

### 生い立ち
アムステルダムの音楽家の家庭に生まれ、フルート奏者の父親が持つクラシック音楽のレコードに幼少から親しみ、ピアニストの母親に3歳の時からピアノを習い始めた。6歳の時には著名なピアニストであったマリア・ストゥルーに師事すると同時に作曲を始め、13歳になると父親からフルートを習い始めた。一方、14歳の時に友人たちの影響でマイルス・デイヴィスをはじめとするモダン・ジャズも聴くようになり、ジャズ・クインテットやコンボでも演奏した。
1967年、18歳の時、学校間でのコンテストに出場して、クラシック音楽部門でモーツァルト作曲「フルートと管弦楽のためのアンダンテ」ハ長調をフルートで演奏し、オランダの歌部門で自作'Nooit Zal Ik Je Vergeten'を歌い、ジャズ部門でスタンダードの「星影のステラ」に自作の歌詞をつけてピアノの弾き語りで歌い、即興演劇部門で自作の詩を披露し、いずれも優勝するほどの才能を示した。そして'Nooit Zal Ik Je Vergeten'をシングルとして発表してデビューし、のちに多くのソロ活動で共演することになる作曲家のロジェ・ヴァン・オッテルローから編曲を学んだ。しかし彼は音楽で身を立てることに確信が持てずに、アムステルダム大学に進学して美術史を学んだが、やがて自分の判断が間違いであったことを悟った。

### トリオ・タイス・ファン・レール
1968年の初頭、19歳のファン・レールはオランダの国民的な歌手であるラムゼス・シャフィのバッキング・ボーカル・グループのオーディションに合格し、同年2月から約1年間、週6日、Shaffy Chantateと名付けられたシャフィのショーに出演した。また、エンゲルベルト・フンパーディンクが取り上げてイギリスでヒットした'Les Bicyclettes de Belsize'をオランダ語で歌った'Zolang De Wereld Nog Drrait'を2作目のシングルとして発表した。そして、Katholieke Radio Omroep (KRO)に毎週一回出演してジャズを演奏していたドラマーのハンス・クルフェールに招かれ、同じくKROに出演していたベーシストのマーティン・ドレスデンを加えた3人でトリオ・タイス・ファン・レールを結成した。彼は翌1969年1月に始まったシャフィの新しいショーのShaffy Verkeerdにも参加し、トリオ・タイス・ファン・レールはAnneke Grönlohが歌うジミー・ウェッブ作の'MacArthur Park'とボブ・ディラン作の「アイ・シャル・ビー・リリースト」の伴奏を務めた。彼等はテレビやラジオのコマーシャル音楽を演奏して収入を得たが、やがて自分達のコンサートを開くようになり、トラフィック、ザ・ビーチ・ボーイズ、ザ・コレクターズなどの曲を演奏した。

### フォーカス

#### 誕生
ドレスデンはファン・レールにギタリストを迎えて演奏に厚みを持たせてはどうかと提案し、ヤン・アッカーマンという名の優れたギタリストの事を教えた。彼は興味を持たなかったが、トリオは1969年6月、その年のオランダ音楽祭のプログラムの一つとしてアムステルダムのコンセルトヘボウで開かれたコンサートに出演しアッカーマン、シャフィ、ヴァン・オッテルローと共演してシャフィの曲を披露する機会を持った。さらにトリオとアッカーマンは揃って同年6月から9月までヒルフェルスムのスタジオで行なわれたシャフィのアルバムSunset Sunkissの制作に参加し、8月にはコメディアン・デュオであるNeerlands Hoop In Bange DagenのシングルZeven Ballen En Een Piek /Elektrisch Levenslichtの録音でも一緒になった。
トリオとアッカーマンは4人編成のフォーカスを名乗り、秋からアムステルダムのレンブラント広場のバーズ・クラブに週二晩、一晩に2回出演し、「アイ・シャル・ビー・リリースト」、トラフィック、ザ・ビーチ・ボーイズ、ザ・コレクターズの曲、民謡「スカボロー・フェア」、プロコル・ハルムの「青い影」、ムーディー・ブルースの「サテンの夜」、そしてファン・レールが書いた「フォーカス」などを演奏した。また、オランダ人によるブロードウェイ・ミュージカル「ヘアー」のアムステルダム公演の伴奏を担当した。

#### 隆興と解散
1970年が明けると、フォーカスは、前年にコンセルトヘボウでシャフィらと共演して披露した曲の中から'The Shrine Of God'と'Watch The Ugly People'の2曲をシャフィと共に録音して、Ramses Shaffy Met Group Focusの名義のシングルとして発表した。このシングルがフォーカスの名前を明記した初めての作品だった。1月末、「ヘアー」の伴奏の休みを得てロンドンのサウンド・テクニックスでデビュー・アルバムを制作し、9月にオランダでFocus Plays Focusとして発表した。7曲の収録曲のうち5曲はボーカル曲で、ファン・レールは収録曲全てを単独もしくは共同で作曲した。
デビュー・アルバムの発表後、アッカーマンはフォーカスに不満を抱いて脱退。ファン・レールはレコード会社にアッカーマンと活動を続けるように説得されて、クルフェールとドレスデンに別れを告げて、アッカーマンとアッカーマンが組もうとしていたピエール・ファン・デル・リンデン（ドラムス）とシリル・ハフェルマンス（ベース・ギター）に合流して、年末にフォーカスを再出発させた。彼等はファン・レールとアッカーマンの単独作や共作を取り上げるインストゥルメンタル主体のバンドになり、国際的な成功を収めていったが、両者の緊張関係は続いた。
1972年、初のソロ・アルバムIntrospectionを発表。ヴァン・オッテルローを編曲者とオーケストラの指揮者に迎えて、ヨハン・セバスティアン・バッハ、ガブリエル・ファーレ、ヴァン・オッテルローの作品とフォーカスのアルバムで発表した自作をフルートとオーケストラで取り上げた。このアルバムはオランダやベルギー、ドイツで商業上の成功を収め、以後、彼はフォーカスの活動に並行してソロ・アルバムを発表し続けた。
1976年2月、アッカーマンがフォーカスを脱退。ファン・レールはフィリップ・カテリーンらを迎えて活動を続けたが、1978年8月、テルネーゼンでのコンサートを最後にフォーカスを解散した。

#### 再結成
1983年、アッカーマンのマネージメントから共同活動をもちかけられ、1984年、彼のソロ・アルバムFrom The Basementに客演。1985年3月、ヤン・アッカーマン・アンド・タイス・ファン・レール名義でアルバムFocusを発表。
1990年4月20日、アペルドールンのAmericahalで、オランダのラジオ局Radio Veronicaの番組Oud Van Goudの為にアッカーマン、ファン・デル・リンデン、ベルト・ライテルというフォーカス最盛期のメンバーと約40分間のライブ演奏を披露。この模様はテレビで放映された。彼はこの顔ぶれで活動を続けようとしたが、アッカーマンは拒否した。
2002年、フォーカスのトリビュート・バンドのメンバーたちとフォーカスを正式に再結成。彼等は2004年にファン・デル・リンデンを迎え、2024年現在に至るまで新作アルバム発表やコンサートなど活発な活動を続けており、ファン・レールは中心メンバーとして活躍している。

## ディスコグラフィ

### ソロ・アルバム
- 『ロマンの映像 (イマージュ)』 - Introspection（1972年）
- O My Love（1975年）[22]
- Introspection 2（1976年）[23]
- Musica per la Notte di Natale（1976年）[注釈 10][24]
- Montreux Summit vol.2（1977年）[25]
- Nice to Have Met You（1977年）[26]
- Introspection 3（1977年）[27]
- Geluckig Is Het Land（1980年）[注釈 10][28]
- Introspection 4（1980年）[29]
- Collage（1980年）[注釈 11][30]
- Pedal Point: Dona Nobis Pacem（1981年）[31]
- Reflections（1981年）[32]
- Renaissance（1986年）[33]
- I Hate Myself (For Loving You)（1987年）[34]
- Introspection '92（1992年）[35]
- Musical Melody（1994年）[36]
- Bolero（1996年）[37]
- Summertime（1996年）
- Joy to the World（1996年）[38]
- Instrumental Hymns（1997年）[39]
- The Glorious Album（1999年）[40]
- Bach for a New Age（1999年）[41]
- Etudes Sans Gêne（2006年）[42]
- 『THE HOME CONCERT』 - The Home Concert（2008年）[43]
- Sir Thijs van Leer: Live at Trading Boundaries（2015年）[44]

### ソロ・シングル
- "Nooit Zal Ik Je Vergeten"（1967年）[45]
- "Zolang De Wereld Nog Draait" / "Jij Witte Nimf"（1968年）[46]

### ヤン・アッカーマン・アンド・タイス・ファン・レール
- 『青い旅路 フォーカス』 - Focus（1985年）[47]

### 客演
Neerlands Hoop In Bange Dagen
- Zeven Ballen En Een Piek /Elektrisch Levenslicht（1969年）[48]　7"シングル

ラムゼス・シャフィ
- Sunset Sunkiss（1970年）[49]

ラムゼス・シャフィ(Ramses Shaffy Met Group Focus)
- The Shrine Of God/Watch All The Ugly（1969年）[50]　7"シングル

シリル・ハフェルマンス
- Cyril（1973年）

Shaffy + List
- Shaffy Chantate（1974年）[51]

ヤン・アッカーマン
- From The Basement（1984年）[52]

ジョン・ロード
- Pictured Within（1998年）

Thomas Blug Band
- Guitar From The Heart/Live（2005年; DVD）
- Guitar From The Heart – Live in Raalte, NL（2005年）[53]
- Soul & Pepper（2009年）[54]